# ジョージ・フォーブス (第5代グラナード伯爵)
第5代グラナード伯爵ジョージ・フォーブス（英語: George Forbes, 5th Earl of Granard PC (Ire)、1740年4月2日 – 1780年4月15日）は、アイルランド王国の貴族、政治家。1765年から1769年までフォーブス子爵の儀礼称号を使用した。

## 生涯
第4代グラナード伯爵ジョージ・フォーブスとレティシア・デイヴィス（1778年5月19日没、アーサー・デイヴィスの娘）の息子として、1740年4月2日にイングランドで生まれた。
1762年から1768年までロングフォード県のセント・ジョンズタウン選挙区の代表としてアイルランド庶民院議員を務めた。1769年10月16日に父が死去すると、グラナード伯爵位を継承、同年11月16日にアイルランド貴族院議員に就任した。
1771年、アイルランド枢密院の枢密顧問官に任命された。
1780年4月15日に死去、ロングフォード県ニュータウンフォーブスで埋葬された。1人目の妻との間の息子ジョージが爵位を継承した。

## 家族
1759年7月12日にエディンバラでドロシア・ベイリー（Dorothea Bayly、1738年3月15日 – 1764年2月19日、第2代準男爵サー・ニコラス・ベイリーの娘）と結婚、1男をもうけた。
- ジョージ（英語版）（1760年 – 1837年） - 第6代グラナード伯爵

1766年4月27日にロンドンでジョージアナ・オーガスタ・バークリー（Georgiana Augusta Berkeley、1749年9月18日 – 1820年1月24日、第4代バークリー伯爵オーガスタス・バークリーの娘）と再婚、2男4女をもうけた。
- ヘンリー（1767年9月6日 – ?） - 1794年12月29日、エリザベス・プレストン（Elizabeth Preston、ジョン・プレストンの娘）と結婚
- フレデリック（1776年11月7日 – 1817年2月2日） - 1796年、メアリー・バトラー（Mary Butler、ジョン・バトラーの娘）と結婚
- ジョージアナ・アン - 1796年、アーチボルド・マクニール（英語版）と結婚
- オーガスタ - 1798年2月14日、ジェームズ・リース（英語版）と結婚
- ルイーザ・ジョージアナ（1779年12月 – 1830年1月25日） - 1806年6月19日、第2代準男爵サー・ウィリアム・プラット・コール（英語版）と結婚、子供あり
- エリザベス（1843年10月16日没）